# Lac Alaotra
Le lac Alaotra est un lac de Madagascar situé dans la province de Tamatave (région Alaotra-Mangoro). À une altitude de 750 m, sa surface totale est de 43 000 ha dont 23 000 ha constitués de marais. Cette surface varie selon les saisons. 
Il a été désigné site Ramsar le 9 septembre 2003. Cette nouvelle aire protégée est gérée par une fédération d'associations villageoises. Les études scientifiques sont menées par Durell wildlife conservation trust. 

## Présentation
Le plus vaste lac d'eau douce du pays, il est au centre d'une région rizicole de près de 100 000 hectares particulièrement productive (produisant annuellement  200 000 tonnes de riz blanc) qui constitue le « grenier à riz » de Madagascar.

## Zones humides et bassins versants
Quatre cours d’eau environnants (Sahabe, Sasomanga, Sahamaloto et Anony) ainsi que leurs bassins versants constituent le site Ramsar. Le lac Alaotra est le seul habitat de l’hapalémur ou lémur bambou (Hapalemur alaotrensis). Portant le nom vernaculaire de Bandro, cette espèce de lémur bambou est le seul primate au monde vivant exclusivement dans les roselières. 

## Galerie photos

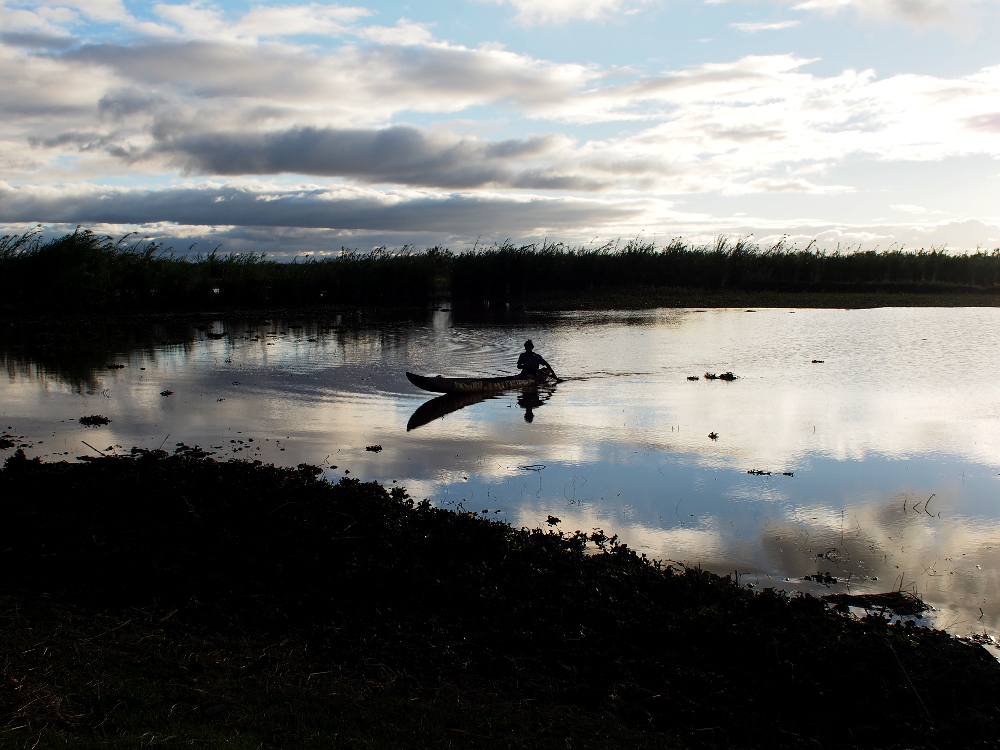
Lac Alaotra
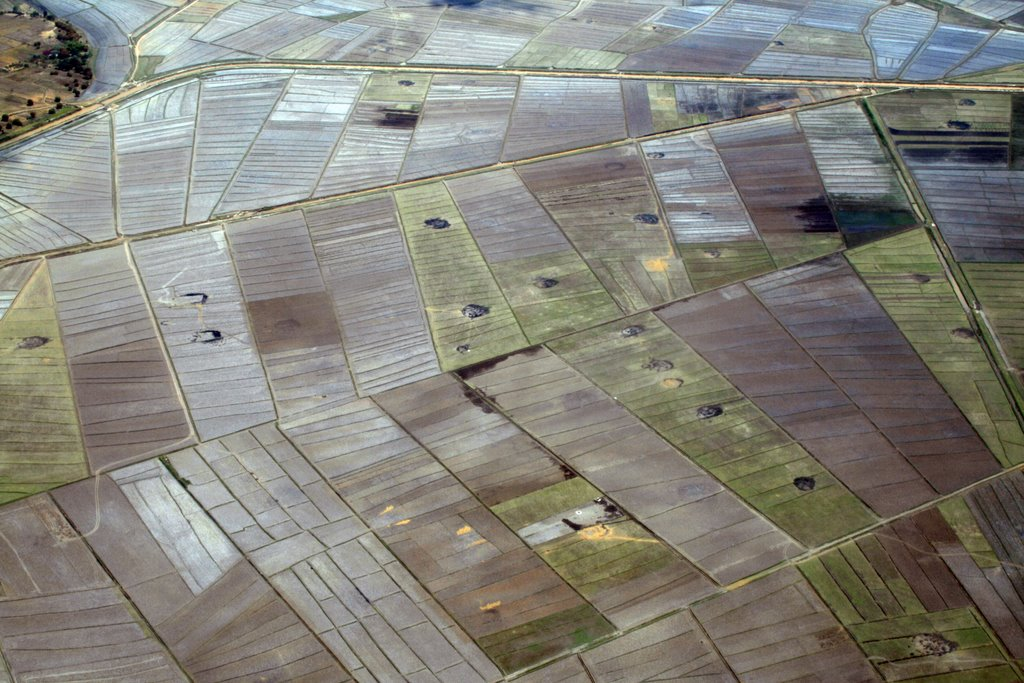
Rizières d'Alaotra
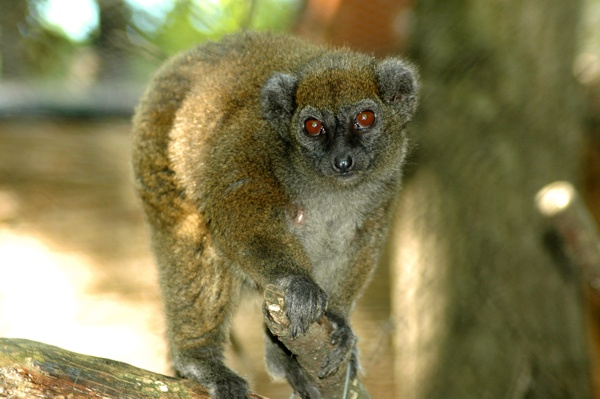
Lac Alaotra Bamboo Lemur (Hapalemur alaotrensis)